# Тжвжик
«Тжвжик» — радянський короткометражний художній фільм, дипломна робота Армана Манаряна за сценарієм його брата Ерванда Манаряна за оповіданням західновірменського письменника Атрпета, знята в 1961 році. Фільм, де свою останню роль зіграв знаменитий актор Грачія Нерсисян, досі вважається одним з найулюбленіших фільмів в Вірменії.

## Сюжет
Дія фільму відбувається в XIX столітті в провінційному західновірменському містечку. Богач Нікогос-ага купує для сім'ї бідняка Нерсеса-ахпара яловичу печінку (тжвжик), після чого при кожній нагоді нагадує йому про свою «благодійність».

## У ролях
- Грачья Нерсисян — Нерсес-ахпар (дубляж Анатолій Кубацький)
- Цолак Америкян — Нікогос-ага (Олександр Хвиля)
- Арман Котикян — Овсеп (Павло Шпрингфельд)
- Григорій Сандалджян — старий
- Агасій Алаян — епізод
- Георгій Стамболцян — епізод
- Зорій Тер-Карапетян — епізод
- Варвара Степанян — дружина Нерсеса
- Марго Мурадян — дочка Нерсеса
- Георгій Асланян — епізод
- Самсон Сардарян — епізод
- Генріх Зар'ян — епізод
- Арташес Гегамян — епізод
- Аршавир Казарян — епізод
- Марія Джерпетян — епізод
- Анаїда Масчян — епізод

## Знімальна група
- Режисер: Арман Манарян
- Автор сценария: Єрванд Манарян
- Оператор: Марк Осеп'ян
- Художник: Степан Андраникян
- Композитор: Едуард Багдасарян